# Площадь Невидимого Памятника

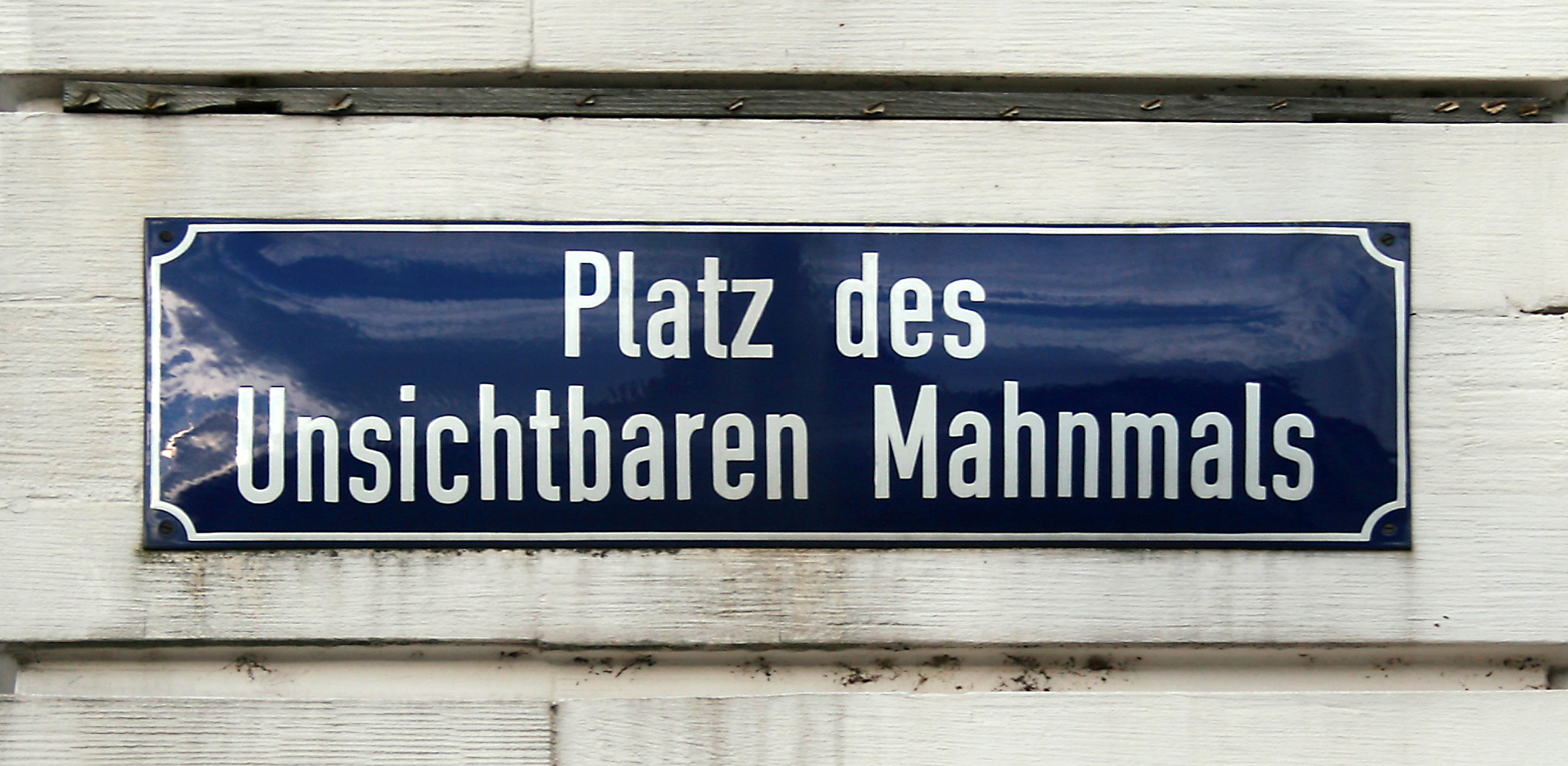
Табличка с названием площади

Площадь невидимого памятника (нем. Platz des Unsichtbaren Mahnmals) находится на территории переднего двора Саарбрюккенского дворца (Саарбрюккен, Германия). Открытая в 1993 году, площадь представляет собой памятник жертвам Холокоста.
Концепция памятника была создана профессором Высшей школы изобразительных искусств Саара Йохеном Герцем и группой студентов. В апреле 1990 года они обратились к еврейским общинам ФРГ и ГДР с просьбой предоставить списки известных им еврейских кладбищ на территории современной Германии, существовавших до 1933 года. По мере получения названий они поначалу скрытно вынимали камни брусчатки из мостовой на площади и высекали на каждом из них название кладбища и дату получения информации от общины. Затем камни укладывались обратно надписью вниз. Саарбрюкенский дворец был выбран местом акции, поскольку во времена национал-социализма в нём находилось местное управление гестапо.
После того как о работе стало известно, она была поддержана муниципалитетом Саарбрюккена, министр-президентом Саарланда Оскаром Лафонтеном, министерством образования и культуры, местными еврейской общиной и сберегательной кассой. К маю 1993 года таким образом были нанесены надписи на 2146 камней. 23 мая 1993 года памятник был официально открыт. На краю площади расположены информационные панели, повествующие о подоплёке памятника и об истории его создания.